# M70 (amas globulaire)
Pour les articles homonymes, voir M70.
M70 (NGC 6681) est un amas globulaire situé dans la constellation du Sagittaire à environ 29 350 a.l. (9,0 kpc) du Soleil et à 7 175 a.l. (2,2 kpc) du centre de la Voie lactée.

## Histoire
L'astronome français Charles Messier a découvert cet amas globulaire et il l'a ajouté à son catalogue le 31 aout 1780,. La même nuit, il a aussi découvert M69. Il a décrit M70 comme une nébuleuse sans étoiles.
C'est William Herschel qui a été le premier à résoudre les étoiles de M70 le 13 juillet 1784. Il a décrit l'amas comme étant extrêmement riche, considérablement brillant, très large et irrégulièrement rond. Une lueur rouge très faible est perceptible. James Dunlop a observé l'amas en 1827, sa description (une nébuleuse ronde assez brillante d'un diamètre d'environ 1,5' très condensée vers le centre) ne fait nullement mention d'étoiles.
John Herschel a observé l'amas à trois reprises en parvenant à chaque reprise à résoudre ses étoiles. Il inscrit l'amas dans son catalogue, le General Catalogue of Nebulae and Clusters sous la désignation GC 4428. Finalement, John Dreyer a inscrit l'amas dans son catalogue sous la désignation NGC 6681. Une photographie de l'amas a été réalisée par Heber Doust Curtis et elle a été publiée en 1918 dans le livre «Descriptions of 762 Nebulae and Clusters Photographed with the Crossley Reflector».

## Observation

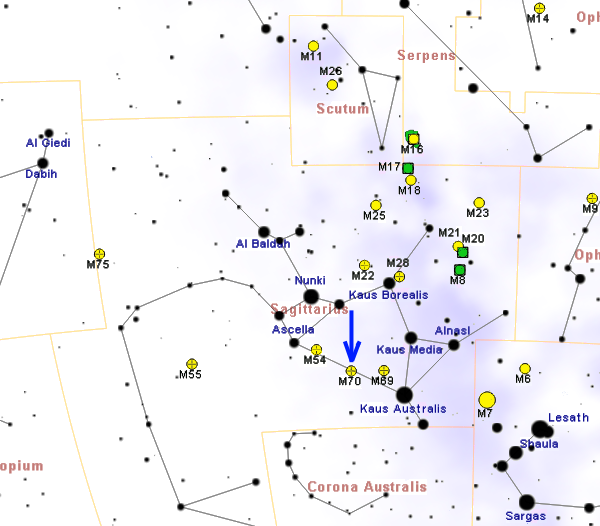
Localisation de Messier 70 dans la constellation du Sagittaire.

Messier 70 est légèrement plus brillant et un peu plus gros que M69. L'amas est à environ 2,5 degrés presque directement à l'est de M69. Pour des observateurs situés à des latitudes nordiques élevées, comme Messier à Paris, il est difficile à observer parce qu'il est bas sur l'horizon et peu lumineux.

## Caractéristiques

### Vitesse et taille
Selon de récentes mesures effectuées par le satellite Gaia, la vitesse radiale héliocentrique de cet amas est égale à 216,62 ± 0,84 km/s,. La base de données Simbad indique aussi une autre valeur récente de la vitesse, soit 217,4 ± 0,9 km/s. William W. Harris indique une vitesse presque identique, soit 220,3 ± 0,9 km/s.
Cet amas est presque sphérique avec une ellipticité égale 0,01. Sa taille apparente est de 8,0′, ce qui, compte tenu de sa distance et grâce à un calcul simple, équivaut à une taille réelle d'environ 68 années-lumière.

### Métallicité, masse et âge
Selon une étude publiée en 2011 par J. Boyles et ses collègues, la métallicité de M70 est égale à -1,62 et sa masse est égale à 179 000 {\displaystyle M_{\odot }}. Dans cette même étude, la distance de l'amas est aussi estimée à environ 9,0 kpc (∼29 400 al). Boyle indique aussi une métallicité de -1,62. Duncan Forbes et Terry Bridges indiquent une métallicité de -1,35. La valeur indiquée par Simbad est de -1,663.
Une métallicité comprise entre -1,35 et -1,663 signifie que la concentration en fer de Messier 70 est comprise entre 10-1,663 (2,4 %) et 10-1,35 (4,4 %) de celle du Soleil. Après le Big Bang, l'Univers étant surtout composé d'hydrogène et d'hélium, la métallicité était pratiquement nulle. L'univers s'est progressivement enrichi en métaux (éléments plus lourds que l'hélium) grâce à la synthèse de ceux-ci dans le cœur des étoiles. La métallicité des amas du halo de la Voie lactée varie d'un centième (1 %) à un dixième (10 %) de la métallicité solaire, ce qui signifie que ces amas se décomposent en deux sous-groupes, les relativement jeunes et les vieux. Selon sa métallicité, M70 serait donc un amas relativement pauvre en métaux. Il est âgé d'environ 12,8 milliards d'années.

## Effondrement gravitationnel du cœur
Le noyau de M70 est extrêmement dense. Comme cela s'est produit pour de 21 à 29 amas globulaire de la Voie lactée, dont M15, M30 et probablement M62, M70 a subi un effondrement gravitationnel à un moment de son histoire.

## Les étoiles de Messier 70
On ne connait que deux étoiles variables dans cet amas, toutes de type RR Lyrae. Le centre de l'amas contient deux étoiles traînardes bleues.
Aucun pulsar n'a été découvert dans M70, mais une publication parue en 2016 suggère que le rayonnement gamma émis par plusieurs amas globulaires pourrait provenir de pulsars millisecondes. Les auteurs de l'étude ont identifié 25 sources gamma qui suggère des pulsars dont une dans M70.

## Galerie

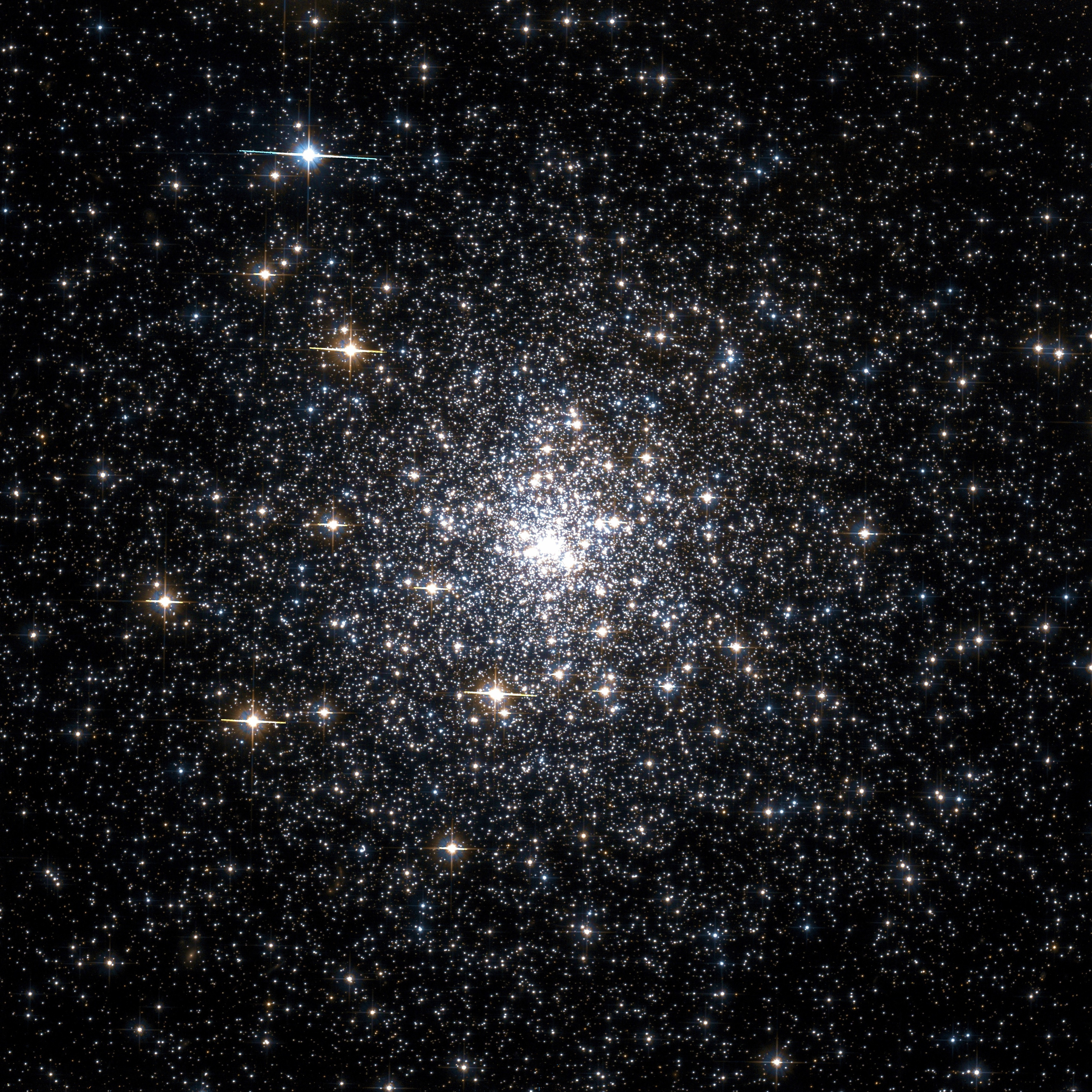
Autre image de M70 par le télescope spatial Hubble.
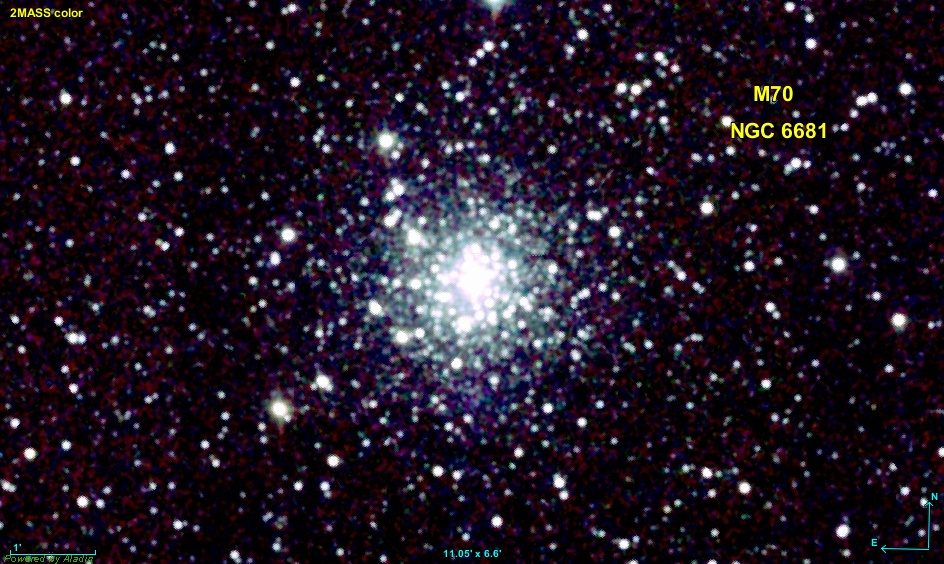
M70 en infrarouge par le relevé 2MASS.
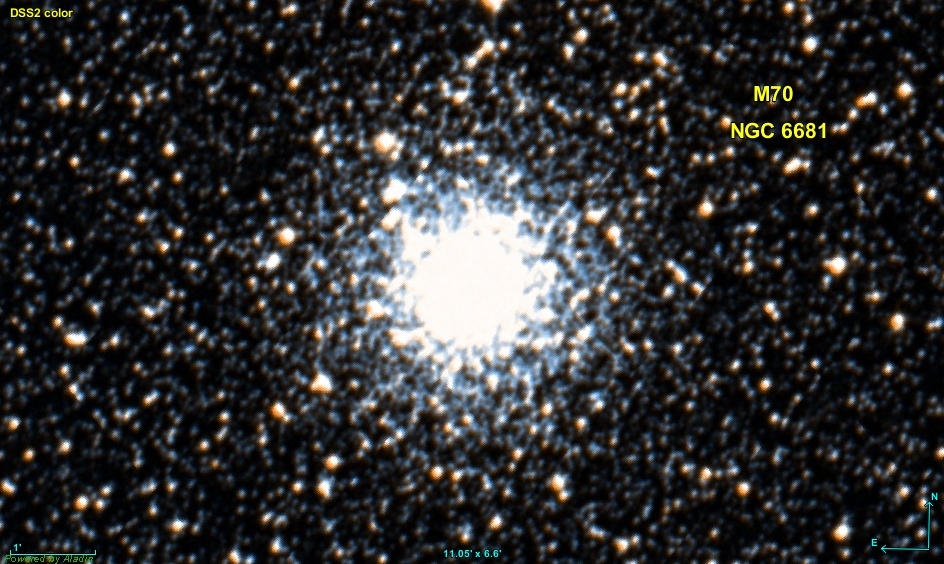
M70 en lumière visible par le relevé Digitized Sky Survey.